# Megaselia boninensis
Megaselia boninensis är en tvåvingeart som beskrevs av Rudolf Beyer 1967. Megaselia boninensis ingår i släktet Megaselia och familjen puckelflugor. Inga underarter finns listade i Catalogue of Life.